# Papilio grosesmithi
Espèce
Statut de conservation UICN

NT : Quasi menacé
Papilio grosesmithi ou Machaon trapu est une espèce de lépidoptères (papillons) de la famille des Papilionidae. Cette espèce est endémique de Madagascar.

## Description
Le dimorphisme sexuel est assez faible. À l'avers les ailes sont noires. Les ailes antérieures portent une bande médiane morcelée de couleur crème, des macules dans la cellule, une série de macules submarginales de couleur crème et une série de petites macules marginales de même couleur. L'aire basale est plus claire, dotée de fines rayures chez le mâle. Les ailes postérieures sont dentelées, avec une queue noire et mince plus ou moins longue. Elles portent également une bande médiane crème dans le prolongement de celle des ailes antérieures, plus mince chez le mâle que chez la femelle, une série de macules de même couleur dans la partie submarginale et une autre série de macules marginales. La partie discale est noire mais constellée d'écailles plus claires. Il y a une ocelle bleuâtre cernée de noir et entourée d'ocre près du bord supérieur et une lunule rouge brique dans l'angle anal surmontée d'une petite ocelle bleue.
Le revers présente les mêmes motifs mais le noir est estompé. L'aire basale des ailes antérieures est en partie crème avec des lignes noires au lieu des points et les macules marginales sont plus grandes. Les motifs des ailes postérieures sont en partie remplies de couleur crème tout en gardant des contours noirs, les macules marginales et submarginales sont plus larges et il y a quelques lunules bleues supplémentaires dans la partie discale. Le corps est jaune pâle en dessous et noir au-dessus,.

## Écologie
L'écologie de cette espèce est mal connue. La plante-hôte n'a pas été identifiée. Comme chez les autres espèces du genre Papilio, les chenilles passent probablement par cinq stades avant se changer en chrysalide. La chrysalide est attachée à son support par son cremaster et par une ceinture de soie. Les adultes se nourrissent du nectar des fleurs.

## Habitat et répartition
Papilio grosesmithi est endémique de l'île de Madagascar, située dans l'écozone afrotropicale.

Localisation de Madagascar
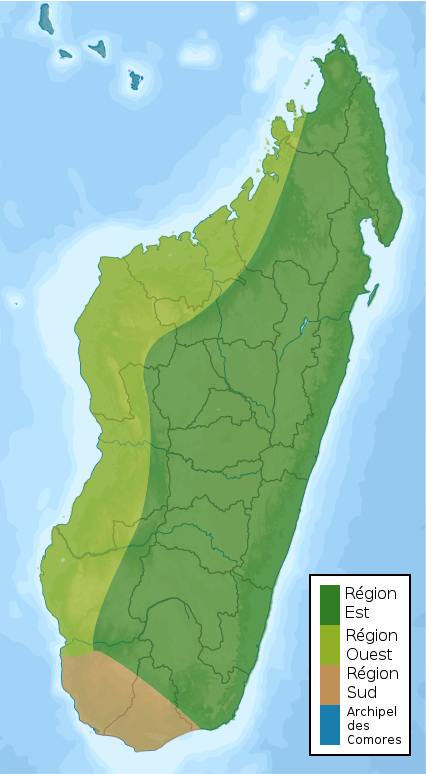
Régions floristiques de Madagascar

## Systématique
L'espèce Papilio grosesmithi a été décrite pour la première fois en 1926 par l'entomologiste Charles Rothschild dans la revue Annals and Magazine of Natural History. Elle appartient au groupe de Papilio demodocus, composé de 5 espèces de Papilio présentes en Afrique et en Asie (P. demodocus, P. demoleus, P. erithonioides, P. grosesmithi et P. morondavana ).

## Papilio grosesmithiet l'Homme

### Nom vernaculaire
Cette espèce est appelée "Stubby Gazer" en anglais.

### Menaces et conservation
Papilio grosesmithi est considéré comme presque menacé par l'UICN.